# 3-я дивизия (Великобритания)
3-я дивизия (англ. 3rd (United Kingdom) Division) — тактическое соединение в составе сухопутных войск Великобритании.
Соединение было создано в 1809 году Артуром Уэлсли, 1-м герцогом Веллингтоном в рамках англо-португальской армии для участия в освобождении Испании от французов.
В разное время была известна как Железная дивизия, 3-я (железная) дивизия, Железнобокие и Железнобокие Монти. Является подразделением регулярной армии. Подразделение также иногда называют Железной дивизией, прозвище заработанное во время ожесточённых боёв 1916 года, во время Первой мировой войны. Дивизия приняла участие в битве при Ватерлоо, Крымской войне, Второй англо-бурской войне, битве за Францию и высадке в Нормандии. Предполагалось участие дивизии во вторжении в Японию на исходе Второй мировой войны. После Второй мировой войны дивизия была дислоцирована в британском мандате Палестины.
Во время Второй мировой войны эмблемой дивизии стал узор из трёх треугольников. Эмблема была придумана фельдмаршалом Бернардом Монтгомери.

## История

### Наполеоновские войны
Дивизия была частью союзных британских и португальских сил, которые приняли участие в войне на полуострове. Она сражалась в битве при Буссако в сентябре 1810 г., в битве при Фуэнтес-де-Оноро в мае 1811 г. и в битве при Эль-Бодоне в сентябре 1811 г. участвовала в осаде Сьюдад-Родриго в январе 1812, осаде Бадахоса в марте 1812 года и битва при Саламанке в июле 1812 года. Она также сражалась при осаде Бургоса в сентябре 1812 года и битве при Витории в июне 1813 года. Затем она преследовала французскую армию во Франции и участвовала в битве при Пиренеях в июле 1813 года, битве при Нивеле в ноябре 1813 года и битве при Ниве в декабре 1813 года. После этого она участвовала в битве при Ортезе в феврале 1814 года и в битве при Тулузе в апреле 1814 года.
Согласно Пиктону, сражение 3-й пехотной дивизии было настолько интенсивным в битве при Витории, что дивизия потеряла 1800 человек (более трети всех потерь союзников в битве), захватив ключевой мост и деревню, где они подверглись обстрелу 40—50 пушками и контратаке на правом фланге (который был открыт, потому что остальная армия не поспевала). 3-я дивизия удержала свои позиции и продвинулась с другими дивизиями, чтобы захватить деревню Аринез.
3-я пехотная дивизия также присутствовала в битве при Катр-Бра и в битве при Ватерлоо в кампании под командованием генерал-лейтенанта сэра Чарльза Альтена (граф Карл фон Альтен).

### Крымская война
3-я пехотная дивизия участвовала в Крымской войне, где сражалась в битве на Альме и осаде Севастополя. Соединение находилось под командованием генерал-лейтенанта сэра Ричарда Инглэнда.

### Вторая англо-бурская война
Во время Второй англо-бурской войны (1899—1902) дивизия началась под командованием генерала Уильяма Гатакре. В 1902 году армия была переформирована, и 3-я пехотная дивизия стала постоянно действующей в Бордоне в составе 1-го армейского корпуса, в составе которой находились 5-я и 6-я пехотные бригады.

### Первая мировая война
Во время Первой мировой войны 3-я пехотная дивизия была постоянным подразделением регулярной армии Великобритании, которое было одним из первых, которое было отправлено во Францию в начале войны в составе Британских экспедиционных сил (BEF). 3-я дивизия служила на Западном фронте во Франции и Бельгии в течение четырёх лет, с 1914 по 1918 год. За это время она получила прозвище «Железная дивизия». Ее первый командир во время войны генерал-майор Хьюберт Гамильтон был убит выстрелами в районе Бетюна в октябре 1914 года. Дивизия участвовала во многих крупных битвах войны, включая Битву за Монс и последующем Великом отступлении, а затем и Фландрском сражении.

### Межвоенный период
После окончания Первой мировой войны дивизия была размещена на юге Англии, где входила в состав Южного командования весь межвоенный период. В 1937 году бригадный генерал Бернард Монтгомери командовал одной из её бригад — 9-й пехотной бригадой. Он принял командование 3-й дивизией незадолго до того, как Великобритания объявила войну Германии в сентябре 1939 года.

### Вторая мировая война
3-я пехотная дивизия под командованием генерал-майора Бернарда Монтгомери была отправлена за границу во Францию в конце сентября 1939 года, чуть менее чем через месяц после начала Второй мировой войны. Там дивизия стала частью 2-го армейского корпуса генерал-лейтенанта Алана Брука Британских экспедиционных сил (BEF). Однако, в отличие от Первой мировой войны, где дивизия почти сразу была вовлечена в отчаянные бои, никаких действий не было. Монтгомери немедленно начал обучать людей его подразделения в жёстком тренировочном режиме. Как и с большинством остальных BEF, обучение было серьезно затруднено из-за нехватки современного вооружения и оснащения.
В мае 1940 года, после нескольких месяцев относительного бездействия, немецкая армия начала наступление на западе, в результате чего BEF были отделены от французской армии, эвакуированной из Дюнкерка. Из-за строгого режима обучения в Монтгомери 3-я дивизия понесла сравнительно мало потерь и заработала репутацию одной из лучших британских дивизий во Франции. Во время эвакуации Монтгомери был назначен на временное командование 2-м армейским корпусом, а бригадный генерал Кеннет Андерсон взял временный контроль над дивизией до того, как в июле генерал-майор Джеймс Гаммелл принял командование.
Более года после Дюнкерка состав 3-й дивизии оставался в основном неизменным (за исключением того, что мотоциклетный батальон был преобразован в 3-й (Королевские Нортумберлендские фузилёры) разведывательный полк (3rd (Royal Northumberland Fusiliers) Reconnaissance Regiment). Затем, в сентябре 1941 года, 7-я гвардейская бригада (7th Guards Brigade) была переведена для оказания помощи в создании Гвардейской бронетанковой дивизии, а в ноябре 37-я пехотная бригада присоединилась к 3-й дивизии и была перенумерована в 7-ю бригаду. В июне 1942 года 3-я пехотная дивизия была реорганизована в «смешанную» дивизию с заменой 7-й пехотной бригады 33-й бронетанковой бригадой. К началу 1943 года эксперимент со «смешанными» дивизиями был прекращен, и дивизия превратилась снова в пехотное соединение, 33-я бронетанковая бригада была заменена 185-й пехотной бригадой.

#### День Д
3-я британская пехотная дивизия была первой британской группировкой, высадившейся на Сорд-Бич 6 июня 1944 года в рамках вторжения в Нормандию, которая была частью более крупной операции «Оверлорд». Для десантной посадки 3-я британская пехотная дивизия была организована как группа дивизий, а другие формирования временно находились под ее командованием. В их число входили 27-я бронетанковая бригада (танки-амфибии Sherman DD) и 22-й драгунский полк (22nd Dragoons) (танки разминирования Sherman-Crab), 1-я бригада SAS и 41-й батальон коммандос Королевской морской пехоты, 5-я отдельная батарея поддержки Королевской морской пехоты (5th Royal Marine Independent Armoured Support Battery) (танки ближнего базирования Centaur IV), 77-я и 79-я штурмовые эскадроны 5-го штурмового полка королевских инженеров (инженерные танки Churchill AVRE).
Вся артиллерия дивизии была самоходной (полевые полки: M7 Priest; противотанковый полк: M10 истребитель танков), а также полевые орудия SP и RM Кентавры могли стрелять со своего десантного корабля во время столкновения с пляжем. Кроме того, в 3-й дивизии находились штаб 101-го пляжного района (101 Beach Sub-Area) и 5-я и 6-я пляжные группы, находящиеся под командованием на этапе штурма: в их число входили дополнительные инженерные, транспортные, сапёрные, ремонтные, медицинские службы и подразделения.
Бригады 3-й дивизии были собраны в бригадные группы для штурма, причем 8-я бригадная группа совершила первую посадку, а затем 185-я бригадная группа и 9-я бригадная группа подряд утром и ранним днем.

#### После дня Д
После дня Д 3-я пехотная дивизия сражалась в битве за Кан, в операциях «Чарнвуд» и «Гудвуд». После окончания битвы в Нормандии, после окончания Фалезской операции, дивизия также участвовала в наступлении союзников из Парижа на Рейн — прорыв линии Зигфрида и сражалась в Нидерландах и Бельгии, а затем принимала участие во вторжении союзников в Германию. В кампании в Нормандии дивизия управлялась генерал-майором Томом Ренни, пока он не был ранен 13 июня 1944 года; генерал-майор Боло Уистлер, очень популярный командир, принял командование 23 июня 1944 года. Во время кампании в Нормандии дивизия получила свой первый крест Виктории Второй мировой войны, врученный в августе 1944 года капралу Сидни Бейтсу 1-го батальона Королевского Норфолкского полка (Royal Norfolk Regiment) в составе 185-й бригады. Рядовой Джеймс Стоукс из 2-го батальона Его Величества шропширской лёгкой пехоты (King’s Shropshire Light Infantry), также из 185-й бригады, был вторым получателем, награжденным Крестом Виктории в марте 1945 года.
Во время часто интенсивных боев от Сорд-Бич до Бремена 3-я дивизия потеряла 2586 убитыми и более 12000 ранеными.

### Холодная война

Состав 3-й бронетанковой дивизии в 1989 году.

Послевоенная дивизия была восстановлена 1 апреля 1951 года в зоне Суэцкого канала под командованием сэра Хью Стоквелла. Дивизия стала частью Средневосточного командования. Она состояла из трёх недавно сформированных бригад: 32-й гвардейской, 19-й пехотной и 39-й пехотной. Дивизия стала частью стратегического командования армии в 1968 году. В её составе находились 5-я, 19-я и 24-я бригады.
В 1970-х годах дивизия состояла из двух «квадратных» («square») бригад: 6-й бронетанковой бригады и 33-й бронетанковой бригады. Она стала 3-й бронетанковой дивизией в 1976 году и служил в 1-м армейском корпусе, базирующемся в казармах Св. Себастьяна в Зосте возле плотины водохранилища Мёнезе с 1977 года. После краткой реорганизации в две «целевые группы» «Эхо» и «Фокстрот» в конце 1970-х гг. в её составе находились 4-я бронетанковая, 6-я аэромобильная и 19-я пехотная бригады в 1980-х гг.

### После Холодной войны

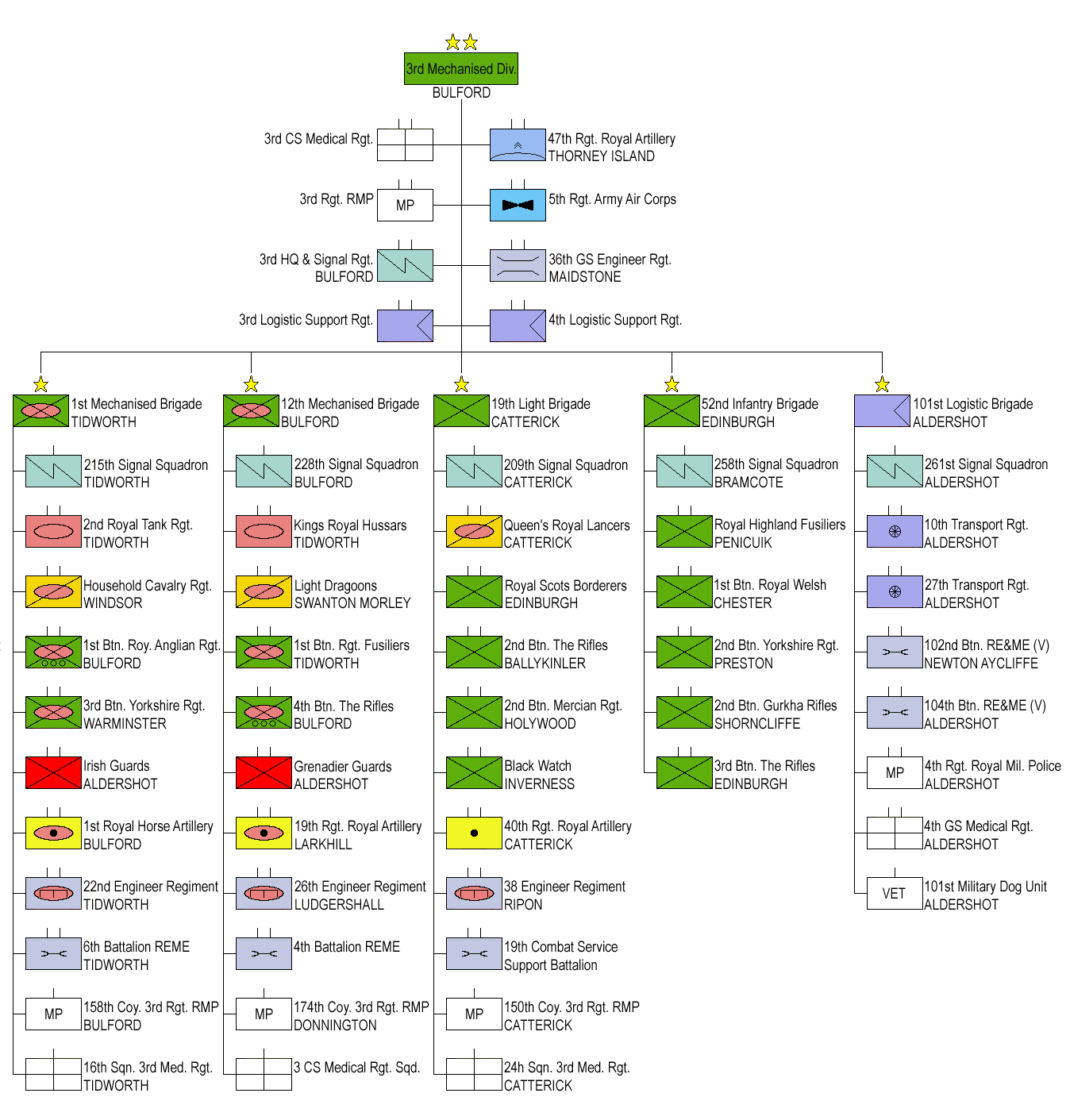
Состав 3-й дивизии на 2008 год.

Дивизия в 1992 году переформирована в механизированную и стала 3-м механизированной дивизией со штаб-квартирой в Булфорде, графство Уилтшир. В 1995 году на базе дивизии развёртывался штаб Многонациональной дивизии (Юго-Запад) (Multi-National Division (South-West)) в Боснии и Герцеговине в 1996 и снова в 1998 году.
1 сентября 1999 года дивизия была освобождена от административных и региональных обязанностей и стала развёртываемой или «отбывающей» дивизией. 3-я механизированная дивизия (3rd (UK) Mechanised Division) была единственной дивизией постоянной готовности в Соединённом Королевстве (другая постоянной готовности — 1-я бронетанковая дивизия, дислоцировавшаяся в Германии). Она базировалась в Пиктонских казармах, в Булфорд-Кэмпе, и подчинялась командующему сухопутными войсками в Андовере.
11 июля 2003 года дивизия была развёрнута в Ираке для замены 1-й бронетанковой дивизии Великобритании, обозначив начало операции Telic II. 3-я дивизия также управляла другими подразделениями международной коалиции в юго-восточном Ираке, включая контингенты из Чешской Республики, Дании, Италии, Литвы, Нидерландов, Новой Зеландии и Норвегии.
В 2014 году в ходе реализации реформы под обозначением «Армия 2020» дивизия была переименована в 3-ю (Соединённое Королевство) дивизию ( 3rd (United Kingdom) Division) и будет продолжать базироваться в Булфордском лагере и представлять «реакционные силы». В 2016 году заместителем командующего дивизией был назначен бригадный генерал Дуглас Криссман из Армии США. Криссман был заменен бригадным генералом Мэтью Дж. Ван Вагененом в апреле 2018 года. Это стало частью растущей практики взаимного назначения старших офицеров британской армии и армии США в качестве заместителей командующего в оперативных подразделениях друг друга.

## Структура

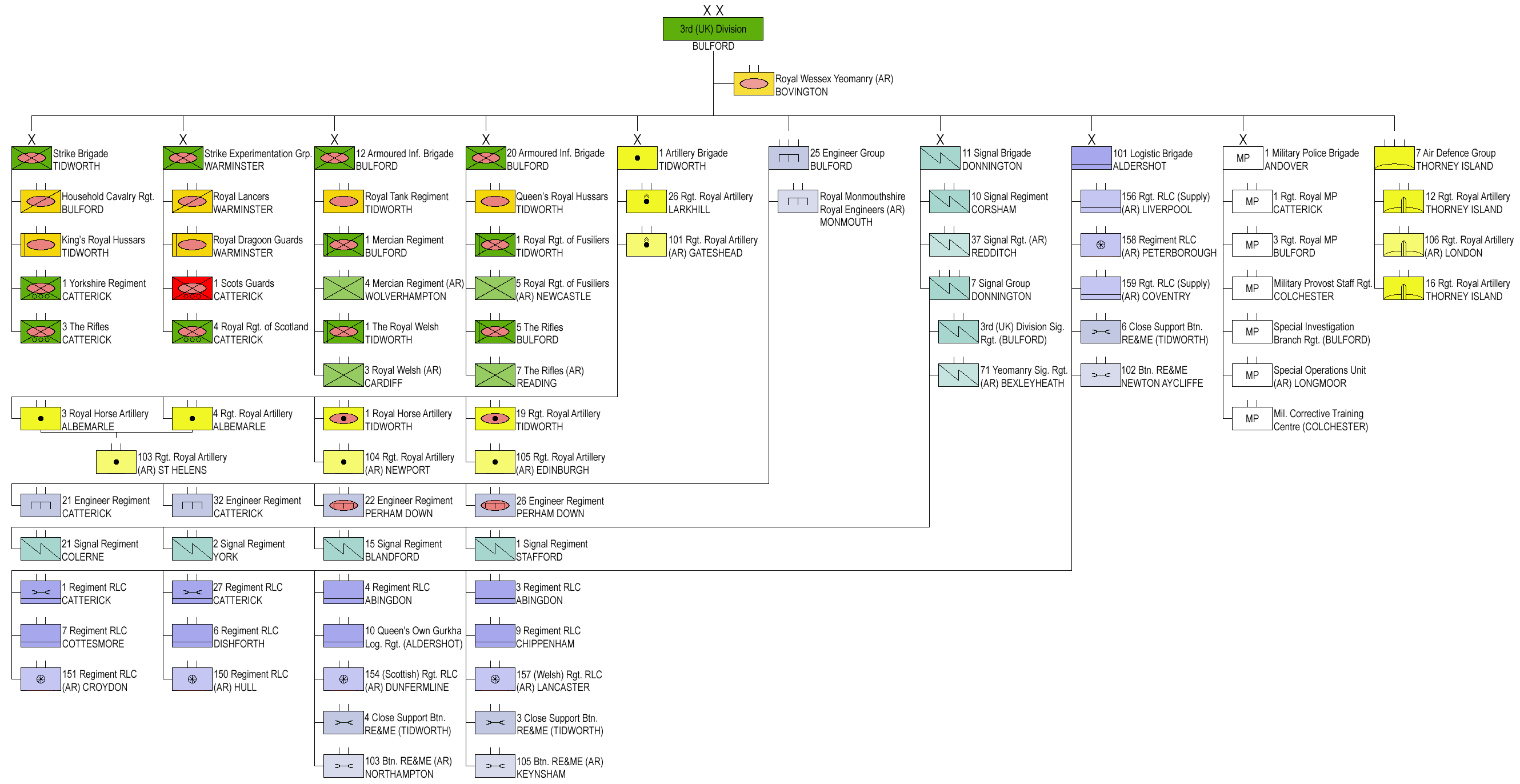
Структура 3-й механизированной дивизии. 2019 год.
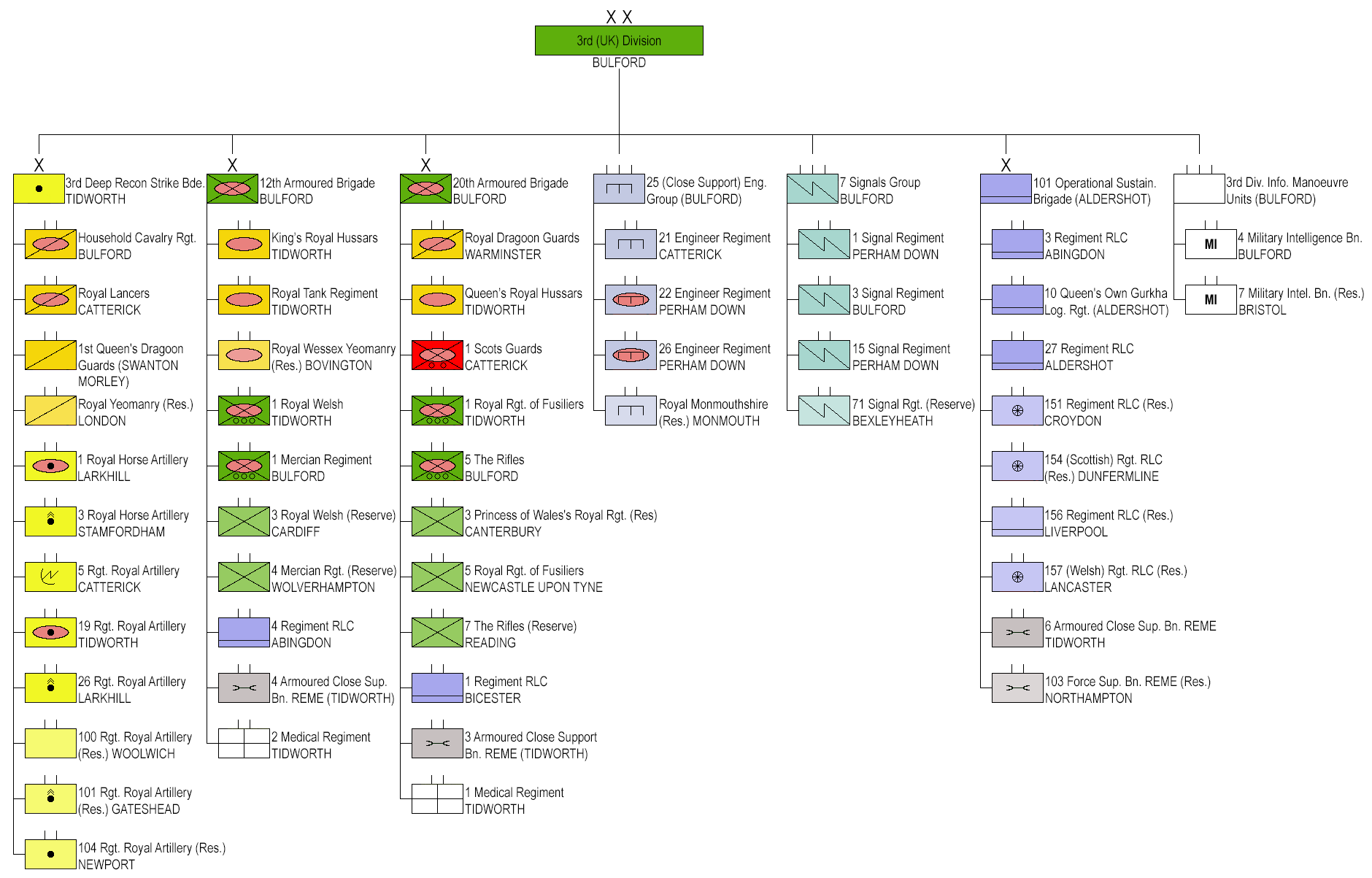
Структура 3-й дивизии на 2024 г.

- 7-я пехотная бригада (7th Infantry Brigade) (до июня 1942)
  - 2-й батальон Южноваллийского пограничного полка (2nd Battalion, South Wales Borderers)
  - 2/6-й батальон Восточносуррейского полка (2/6th Battalion, East Surrey Regiment)
  - 6-й батальон Королевского суссекского полка (6th Battalion, Royal Sussex Regiment)
  - Противотанковая рота 7-й пехотной бригады (7th Infantry Brigade Anti-Tank Company)
- 8-я пехотная бригада (8th Infantry Brigade)[52])
  - 1-й батальон Саффолкского полка (1st Battalion, Suffolk Regiment)
  - 2-й батальон Восточнойоркширского полка (2nd Battalion, East Yorkshire Regiment)
  - 1-й батальон Южноланкаширского полка (1st Battalion, South Lancashire Regiment)
- 9-я пехотная бригада (9th Infantry Brigade)[53]
  - 2-й батальон Линкольнширского полка (2nd Battalion, Lincolnshire Regiment)
  - 1-й батальон Собственного Его Величества шотландского пограничного полка (1st Battalion, King's Own Scottish Borderers)
  - 2-й батальон Королевского ольстерского стрелкового полка (2nd Battalion, Royal Ulster Rifles)
- 185-я пехотная бригада (185th Infantry Brigade) (с 1943)[54]
  - 2-й батальон Королевского уорвикширского полка (2nd Battalion, Royal Warwickshire Regiment)
  - 1-й батальон Королевского норфолкского полка (1st Battalion, Royal Norfolk Regiment)
  - 2-й батальон Его Величества шропширского лёгкого пехотного полка (2nd Battalion, King's Shropshire Light Infantry)
- 33-я танковая бригада (33rd Tank Brigade) (июнь 1942—1943)[55]
  - 43-й королевский танковый полк (43rd Royal Tank Regiment)
  - 144-й полк Королевского бронетанкового корпуса (144th Regiment Royal Armoured Corps)
  - 148-й полк Королевского бронетанкового корпуса (148th Regiment Royal Armoured Corps)
- Подразделения дивизионного подчинения (Divisional Troops)
  - 2-й пулемётный батальон Мидлсекского полка (2nd Battalion, Middlesex Regiment (Machine Gun Battalion))
  - 3-й разведывательный полк Разведывательного корпуса (3rd Reconnaissance Regiment, Reconnaissance Corps)
  - 7-й полк Королевской артиллерии (7th Field Regiment, Royal Artillery)
  - 33-й полк Королевской артиллерии (33rd Field Regiment, Royal Artillery)
  - 76-й (хайлендский) полк Королевской артиллерии (76th (Highland) Field Regiment, Royal Artillery)
  - 20-й противотанковый полк Королевской артиллерии (20th Anti-Tank Regiment, Royal Artillery)
  - 92-й (верный) лёгкий зенитный полк Королевской артиллерии  (92nd (Loyals) Light Anti-Aircraft Regiment, Royal Artillery)
  - 17-я рота Королевских инженеров (17th Field Company, Royal Engineers)
  - 246-я рота Королевских инженеров (246th Field Company, Royal Engineers)
  - 253-я рота Королевских инженеров (253rd Field Company, Royal Engineers)
  - 15-я парковая рота Королевских инженеров (15th Field Park Company, Royal Engineers)
  - Полк связи Королевского корпуса связи (3rd Division Signals Regiment, Royal Corps of Signals)

- Штаб и полк связи ККС (HQ 3rd Armoured Division & Signal Regiment, Royal Signals), Зост
  - 9-й/12-й королевский уланский полк, Уимбиш (43 офицера и 473 нижних чинов, 24x FV101 Scorpion, 24x FV107 Scimitar, 16x FV102 Striker, 19x FV103 Spartan)
  - 2-й полевой полк КА, Мунстер (35 офицеров и 687 нижних чинов, 24x M109A1/A2 (8x в каждой батарее)
  - 3-й полевой полк ККА, Падерборн (34 офицера и 623 нижних чинов, 24x FV433 ABBOT (8x в каждой батарее))
  - 49-й полевой полк КА, Липпштадт (35 офицеров и 687 нижних чинов, 24x M109A1/A2)
  - 46-я (талавера) батарея ПВО КА (36х Javelin на FV103 Spartan)
  - 23-й инженерный полк КИ, Оснабрюк) (6 инженерных танков Chieftain AVRE и 6 танковых мостоукладчиков Chieftain AVLB, 14 FV436, 5 FV180 CET & 9 FV103)
  - 3-й полк КАА, Зост (35 офицеров и 365 нижних чинов, 12x Gazelle AH1 & 18x LYNX AH1)
  - Транспортный полк, Дуйсбург (25 FV620 Stalwarts, 45 Bedford TM 8-тонные грузовики, 18 Bedford Mk URBE)
  - 3-я бронетанковая скорая помощь КАМК (3 Armoured Field Ambulance RAMC), Зеннелагер
  - 5-я бронетанковая скорая помощь КАМК, Мунстер
  - 222-я скорая помощь КАМК, Кингстон-апон-Темс, Клапем
  - 63-я полевая психиатрическая команда КАМК (63 Field Psychiatric Team RAMC)
  - 3-й артиллерийско-технический батальон КАТК (3 Ordnance Bn RAOC), Зост, Мунстер, Минден, Дортмунд
  - 5-я бронетанковая ремонтная мастерская ККИЭМ (5 Armoured Wksp REME), Зост
  - 6-я бронетанковая ремонтная мастерская ККИЭМ, Мунстер
  - 11-я бронетанковая ремонтная мастерская ККИЭМ, Зост
  - 113-я провост рота Королевской военной полиции, Верль
  - Полевая касса КАПК
- 4-я бронетанковая бригада
  - Штаб и 204-й эскадрон связи, Мунстер
  - 14-й/20-й Его Величества гусарский полк, Мунстер (57 Челленджер 1)
  - 17-й/21-й уланский полк, Мунстер (57 Челленджер 1)
  - 1-й батальон Гренадерского гвардейского полка, Мунстер (Уорриор)
- 6-я бронетанковая бригада
  - Штаб и 206-й эскадрон связи, Зост
  - 3-й королевский танковый полк, Хемер (57 Челленджер 1)
  - 1-й батальон Королевского шотландского полка, Верль (Уорриор)
  - 3-й батальон Королевского полка фузилёров, Хемер (Уорриор)
- 33-я бронетанковая бригада
  - Штаб и 202-й эскадрон связи, Падерборн
  - Королевские и синие (королевский конный гвардейский/1-й драгунский полк) (Blues and Royals (Royal Horse Guards/1st Dragoons)), Зеннелагер (43 Челленджер 1)
  - 1-й батальон Собственного Её Величества хайлендского полка (сифортский и камеронский), Мунстер (FV432)
  - 1-й батальон Её Величества ланкаширского полка (1st Bn, The Queen’s Lancashire Regiment), Падерборн (FV432)[56]

Дивизия прошла реорганизацию в соответствии с программой реформы британских сухопутных сил. В 2020 году в дивизию будут входить:
- 1-я механизированная бригада (1st Armoured Infantry Brigade), Тидворт, графство Уилтшир, Англия
  - Дворцовый кавалерийский полк (Household Cavalry Regiment )
  - Его Величества королевский гусарский полк (The King’s Royal Hussars)
  - 1-й батальон Йоркширского полка (1st Battalion, The Yorkshire Regiment)
  - 3-й батальон Стрелкового полка ('3rd Battalion, The Rifles)
- Ударная экспериментальная группа (Strike Experimentation Group), Уорминстер, графство Уилтшир, Англия
  - Королевский уланский полк (The Royal Lancers)
  - Королевский драгунский гвардейский полк (The Royal Dragoon Guards)
  - 1-й батальон Шотландского гвардейского полка (1st Battalion, Scots Guards)
  - 4-й батальон Королевского полка Шотландии (The Highlanders, 4th Battalion, The Royal Regiment of Scotland)
- 12-я механизированная бригада (12th Armoured Infantry Brigade), Булфорд, графство Уилтшир, Англия
  - Королевский танковый полк (Royal Tank Regiment)
  - 1-й батальон Мерсийского полка (1st Battalion, Mercian Regiement)
  - 4-й батальон Мерсийского полка (4th Battalion, Mercian Regiement)
  - 1-й батальон Королевского валлийского полка (1st Battalion, The Royal Welsh)
  - 3-й батальон Королевского валлийского полка (3rd Battalion, The Royal Welsh)
- 20-я механизированная бригада (20th Armoured Infantry Brigade), Булфорд (до 2019 г. Падерборн, земля Северный Рейн-Вестфалия)
  - Её Величества королевский гусарский полк (The Queen’s Royal Hussars)
  - 1-й батальон Королевского полка фузилёров (1st Battalion, Royal Regiment of Fusiliers)
  - 5-й батальон Королевского полка фузилёров (5th Battalion, Royal Regiment of Fusiliers)
  - 5-й батальон Стрелкового полка (5th Battalion, The Rifles)
  - 7-й батальон Стрелкового полка (7th Battalion, The Rifles)
- 1-я артиллерийская бригада (1st Artillery Brigade)
- 101-я логистическая бригада (101st Logistic Brigade)
- 7-я группа ПВО (7th Air Defence Group)
- 25-я инженерная группа (25th Engineer Group)
- Резервный Королевский уэссекский йоменский полк (Royal Wessex Yeomanry)